# پوینت

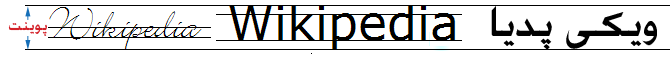
واحد اندازه‌گیری پوینت نشان‌دهنده حدفاصل حد زیرین تا حد زبرین حروف طراحی شده در یک مجموعهٔ کامل حروف چاپی است

پوینت (به انگلیسی: Point) با سرواژه " pt " یکای اندازه‌گیری استاندارد در حروف‌چینی و کوچکترین زیرمجموعهٔ فرعی واحد طول پیکا می‌باشد. واحد اندازه‌گیری پوینت فراگیرترین و پرکاربردترین واحد اندازه‌گیری برای اندازهٔ حروف چاپی و نرم‌افزارهای نشررومیزی است.
هر پوینت برابر با ۰٫۳۵۲۵ میلی‌متر یا معادل ۰٫۰۱۳۸۳ اینچ است. به عبارتی هر ۱۲ پوینت معادل ۱ پیکا و هر ۷۲ پوینت معادل ۱ اینچ می‌یاشد و تقریباً هر ۳ پوینت معادل ۱ میلی‌متر می‌شود. این اندازه‌ها برای پوینت آمریکایی-انگلیسی است که از سال ۱۸۸۶ در آمریکا و از سال ۱۸۹۸ در بریتانیا متداول گشت.
پوینت دیدو یا پوینت فرانسوی هم‌اکنون در نشر رومیزی کاربرد گسترده‌تری پیدا کرده و تقریباً مورد قبول همگان است. پوینت دیدو برابر ۰٫۳۷۵ میلی‌متر است که در سیستم‌های حروفچینی امروزی آن را برابر ۰٫۴ میلی‌متر در نظر گرفته‌اند.
وقتی پوینت حروفی را مشخص می‌کنند در واقع اندازه حروف را معین کرده‌اند؛ این اندازه حدفاصل حد زیرین تا حد زبرین حروف طراحی شده در یک مجموعهٔ کامل حروف چاپی است.
در سیستم حروفریزی فلزی قدیمی، حروف در اندازه‌های ۶، ۷، ۸، ۹، ۱۰، ۱۲، ۱۳، ۱۸، ۲۰، ۲۴، ۳۶، ۴۲، ۴۸، ۶۰ و ۷۲ پوینت ریخته و تهیه می‌شد؛ در نرم‌افزارهای گرافیکی اولیه هم همین اندازه‌ها برای قلم‌های رایانه‌ای رایج بود، حال آنکه در نشر رومیزی کنونی و حروفچینی رایانه‌ای با استفاده از حروف پست اسکریپت، حروف در هر اندازه‌ای قابل دسترسی و انتقال برای چاپ است.
درصنایع کاغذسازی یک پوینت برابر یک‌هزارم اینچ است.